# Бенфіка (Лубанго)
Спорт Лубанго е Бенфіка або офіційно Спорт Нова Лісбоа е Бенфіка (Бенфіка (Новий Лісабон)) або просто Бенфіка (Лубанго) (порт. Sport Lubango e Benfica) — професіональний ангольський футбольний клуб з міста Лубанго, провінція Уїла. Домашні матчі клуб проводить на «Ештадіу да Ношша Сеньйора ду Монте» в Лубанго.

## Історія клубу
Клуб було засновано 27 лютого 1932 року португальськими поселенцями в колишній португальській колонії Ангола. Бенфіці з Лубанго надали 37-й номер у закордонних філіалах клубу португальської «Бенфіки».
Після здобуття незалежності Анголи в 1975 році і спроби комуністичного режиму стерти всі сліди колоніального панування (навіть у спорті), клубу, який був створений як закордонне представництво португальської Бенфіки, було наказано змінити свою назву і він став відомий як «Деспортіву да Чела» та під цією назвою взяв участь у першому чемпіонаті незалежної країни. Після завершення сезону 1989 року клуб повернувся до своєї початкової назви.
«Бенфіка» (Лубанго) не змогла й до сьогодні виграти жодного національного трофею. Клуб — постійний учасник Гіраболи, але його участь переривається періодичними вильотами та підвищеннями. Клуб досяг успіху в сезоні 2006, зайнявши четверте місце в Гіраболі, але закінчив сезон 2008 на 14 місці, а це означало, що новий сезон команда розпочне в нижчому дивізіоні. Після перемоги в якому в сезоні 2009 та вильоту з вищого дивізіону в сезоні 2010, клуб знову вилетів до нижчого дивізіону в 2013 році, але наступного ж сезону повернувся до Гіраболи. В сезоні 2014 клуб посів 15-те місце й вилетів до Гіра Анголи, але наступного року знову повернувся до вищого дивізіону, де назаразі виступає.

## Досягнення
- Гірабола
  -  Бронзовий призер (1): 2012

- Гіра Ангола
  -  Чемпіон (4): 2003, 2005, 2009, 2013

## Виступив національному чемпіонаті
| 2001 ГБ | 2002 ГБ | 2003 ГА b | 2004 ГБ | 2005 ГА b | 2006 ГБ | 2007 ГБ | 2008 ГБ | 2009 ГА b | 2010 ГБ | 2011 ГА b | 2012 ГА b | 2013 ГА b | 2014 ГБ |
|         |         | 1м        |         | 1м        |         |         |         | 1м        |         |           |           | 1м        |         |
|         |         |           |         |           |         |         |         |           |         |           |           |           |         |
|         |         |           |         |           |         |         |         |           |         |           | 3-тє      |           |         |
|         |         |           |         |           | 4-те    |         |         |           |         |           |           |           |         |
|         |         |           |         |           |         |         |         |           |         | 5-те      |           |           |         |
|         |         |           |         |           |         |         |         |           |         |           |           |           |         |
|         |         |           |         |           |         | 7-ме    |         |           |         |           |           |           |         |
| 8-ме    |         |           |         |           |         |         |         |           |         |           |           |           |         |
|         |         |           |         |           |         |         |         |           |         |           |           |           |         |
|         |         |           |         |           |         |         |         |           |         |           |           |           |         |
|         |         |           |         |           |         |         |         |           |         |           |           |           |         |
|         |         |           |         |           |         |         |         |           |         |           |           |           |         |
|         |         |           | 13-те   |           |         |         |         |           |         |           |           |           |         |
|         | 14-те   |           |         |           |         |         | 14-те   |           |         |           |           |           |         |
|         |         |           |         |           |         |         |         |           |         |           |           |           | 15-те   |
|         |         |           |         |           |         |         |         |           | 16-те   |           |           |           |         |

Примітки:1м = Вихід до Гіраболи, ГБ = Гірабола, ГА = Гіра Ангола 
    Рейтинг червоного кольору означає, що клуб вилетів з чемпіонату 
   Рейтинг пурпурового кольору означає, що клуб вийшов до вищого дивізіону та вилетів із нього в тому ж сезоні

## Відомі тренери
| Зе ду Пау                 |                 | - | (грудень 2000)  |
| Карлуш Кейруш             | (грудень 2000)  | - | (жовтень 2002)  |
| Жоау Мачаду               | (листопад 2003) | - | (вересень 2004) |
| Гораціу Геу               | (вересень 2004) | - |                 |
| Ромеу Філемон             | (грудень 2005)  | - | (вересень 2007) |
| Альберту Кардеау          |                 | - | (червень 2010)  |
| Патрік Кодія              | (липень 2010)   | - | (листопад 2010) |
| Ласерда Чипонгуе          | (2011)          | - | (листопад 2011) |
| Жорже Антоніу Луангу Ніту | (квітень 2012)  | - | листопад 2014)  |
| Ласерда Чипонгуе          | (квітень 2015)  | - |                 |